# Катлер (Аризона)
Катлер (енгл. Cutter) насељено је место без административног статуса у америчкој савезној држави Аризона.

## Демографија
По попису из 2010. године број становника је 74.
| Група             | 2000.    | 2010.      |
| Белци             | 0 (0,0%) | 2 (2,7%)   |
| Афроамериканци    | 0 (0,0%) | 0 (0,0%)   |
| Азијати           | 0 (0,0%) | 0 (0,0%)   |
| Хиспаноамериканци | 0 (0,0%) | 13 (17,6%) |
| Укупно            | 0        | 74         |